# Ovophis zayuensis
Espèce
Synonymes
- Trimeresurus monticola zayuensis Jiang, 1977
- Ovophis monticola zayuensis (Jiang, 1977)
- Trimeresurus monticola zhaokentangi Zhao, 1995
- Ovophis monticola zhaokentangi (Zhao, 1995)

Statut de conservation UICN

 LC  : Préoccupation mineure
Ovophis zayuensis est une espèce de serpents de la famille des Viperidae. 

## Répartition
Cette espèce se rencontre entre 1 000 et 2 200 m d'altitude :
- dans la Région autonome du Tibet en République populaire de Chine dans les xians de Zayü et de Mêdog ainsi que dans la préfecture de Nyingchi ;
- en Inde ;
- en Birmanie.

## Description
C'est un serpent venimeux.

## Étymologie
Son nom d'espèce, composé de zayu et du suffixe latin -ensis, « qui vit dans, qui habite », lui a été donné en référence au lieu de sa découverte, le xian de Zayü.

## Publication originale
- Zhao & Jiang, 1977 : A survey of reptiles in Xizang autonomous region, with faunal analysis and descriptions of new forms. Acta Zoologica Sinica, vol. 23, p. 64-71.